# مارتن رايس
مارتن رايس (بالإنجليزية: Martin Rice)‏ (7 مارس 1986 في المملكة المتحدة - ) هو لاعب كرة قدم بريطاني في مركز حراسة المرمى. لعب مع نادي إكزتر سيتي ونادي توركي يونايتد وTruro City F.C. ‏.

## وصلات خارجية
- مارتن رايس على موقع قاعدة بيانات كرة القدم.إي يو (الإنجليزية)
- مارتن رايس على موقع Soccerbase.com (لاعب) (الإنجليزية)